# ディズニー教授職
ディズニー教授職（ディズニーきょうじゅしょく、英語: Disney Professorship of Archaeology）は、ケンブリッジ大学の考古学分野の教授職。1851年、弁護士で考古学者のジョン・ディズニーの 1,000ポンドの寄付により設立され、続くディズニーの死後の遺贈物による更なる 3,500ポンドの支援を受けた。

## 就任一覧
- 1851-1865 ジョン・ハワード・マースデン
- 1865-1879 チャーチル・バビントン
- 1879-1887 パーシー・ガードナー
- 1887-1892 ジョージ・フォレスト・ブラウン
- 1892-1926 ウィリアム・リッジウェイ
- 1926-1938 エリス・ミンズ
- 1938-1952 ドロシー・ギャロッド
- 1952-1974 グレアム・クラーク
- 1974-1981 グリン・ダニエル
- 1981-2004 コリン・レンフルー
- 2004-2014 グレアム・バーカー
- 2014-0000 シプリアン・ブルードバンク